# Henry Johansson
Henry Johansson (23. september 1897 – 28. maj 1979) var en svensk ishockeyspiller som deltog i de olympiske vinterlege 1928 i St. Moritz.
Johansson vandt en olympisk sølvmedalje i ishockey under vinter-OL 1928 i St. Moritz. Han spillede på det svenske hold som kom på andenpladsen i OL-turneringen bagved Canada. Sveriges resultat i finalerunden, var et nederlag på 0-11 mod Canada og tre sejre på 4-0 og 3-1 over henholdsvis Schweiz og Storbritannien. OL-turneringen i ishockey 1928 var også både det tredje verdens- og det trettende europamesterskab i ishockey. Det svenske hold blev Europamester foran Schweiz og Storbritannien.
Spillerne på Sveriges OL-, VM- og EM-hold i 1928 var: Carl Abrahamsson, Emil Bergman, Birger Holmqvist, Gustaf Johansson, Henry Johansson, Nils Johansson, Ernst Karlberg, Erik Larsson, Bertil Linde, Sigfrid Öberg, Wilhelm Petersén og Kurt Sucksdorff.

## OL-, VM- og EM-medaljer
- OL 1928 i  Schweiz St. Moritz –  Sølv i ishockey (Sverige)
- VM 1928 i  Schweiz St. Moritz –  Sølv i ishockey (Sverige)
- EM 1928 i  Schweiz St. Moritz –  Guld i ishockey (Sverige)